# Cultura d'Erlitou
La cultura d'Erlitou (xinès: 二里头文化, pinyin: èrlǐtóu wénhuà) (1900 aC - 1500 aC) és una cultura xinesa de la fi del Neolític i el començament de l'edat del bronze (segles XXI-XVI aC), assentada a la zona de loess exactament damunt de la de Longshan. Pren el nom d'un dels seus indrets situat a Zhaizhen, al municipi de Yanshi, a Henan. Probablement va estar vinculada als seus començaments a la cultura de Longshan.
Es va desenvolupar al centre-oest de Henan, al voltant del municipi de Zhengzhou, al llarg del curs dels rius Yi, Luo, Ying, Tu, i del curs inferior del Fen al sud de Shanxi. Al moment de la seva fase tardana va conèixer una certa expansió a Hubei i Shaanxi. Hi ha un centenar de llocs importants lligats a aquesta cultura.
Descobert el 1959, el jaciment arqueològic d'Erlitou és el major àrea amb vestigis associats a aquesta cultura antiga, amb 3 km². Els vestigis, situats en una àrea de 1.500 per 2.000 m i amb dos grans edificis de 108 per 100m, mostren un desenvolupament social i cultural qualitativament diferent del de Longshan. L'arquitectura del palaus, construïts sobre plataformes, i les tombes de proporcions reials amb sacrificis humans, els objectes de bronze i una ceràmica molt diversificada i altament estilitzada demostren que a Erlitou hi havia una elit poderosa i rica que vivia millor que a Longshan i que entronca directament amb el que serà la societat dels Shang. Després de l'ascensió de la Dinastia Shang, l'àrea de domini dels Erlitou va disminuir considerablement, però va restar habitada durant l'inici de la dinastia.
És considerada per la majoria dels arqueòlegs xinesos com a equivalent a la dinastia Xia –es troba en l'àrea que la geografia tradicional reservava a la dinastia Xia i amb unes dades proporcionades pel Carboni-14 (2000 – 1800 aC) que coincideixen amb les la historiografia li atribueix -, i alguns considerant tanmateix que la seva última fase correspon ja al començament de la dinastia Shang.